# Enginyeria automàtica

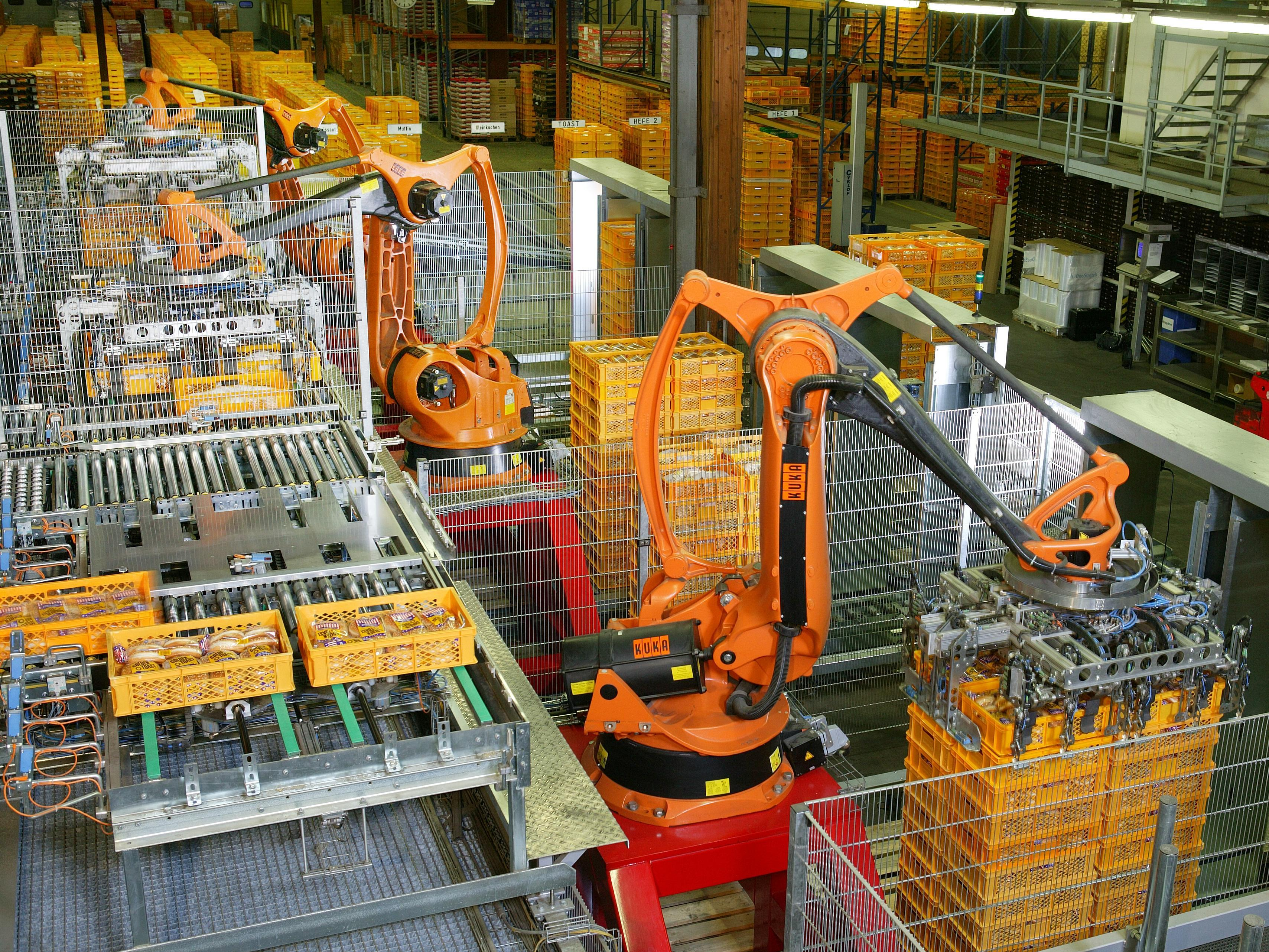
Robots industrials KUKA sent usats en la producció d'aliments per a una fleca

L'enginyeria automàtica és una àrea multidisciplinaria de l'enginyeria que s'encarrega de la concepció i desenvolupament d'autòmats i d'altres processos automàtics. L'enginyeria de control és l'ús d'elements sistemàtics com el control numèric, els controladors lògics programables (PLC) i altres sistemes de control industrial i tecnologies d'ajuda per computador CAD, CAM per al control industrial de maquinària i processos.
En l'àmbit de la industrialització, l'automatització va un pas per davant de la mecanització. Els processos i els sistemes també poden ser automatitzats.
L'enginyeria automàtica s'encarrega de l'automatització de processos tècnics en les següents àrees: Electrònica i electricitat, Automatització d'edificis (domòtica), Química, Enginyeria mecànica, Automòbils, Aeronàutica i astronàutica, Robòtica, Biologia, Medicina, Mecatrònica.
Dins de l'enginyeria automàtica es troben, entre d'altres, les següents disciplines: Instrumentació automàtica Tecnologia de sensors Regulació automàtica, Control de processos, Enginyeria Automàtica, Vigilància, Diagnòstic d'errors, Optimització matemàtica, Visualització de .processos
Avui en dia, l'enginyeria electrònica és una part integrant de l'enginyeria de control. Gairebé tots els sistemes automàtics funcionen amb ajuda de l'electrònica, quedant els sistemes automàtics, basats en la mecànica, en un segon pla. D'altra banda, els sistemes digitals estan prenent cada vegada més importància en aquesta àrea, en especial els microprocessadors i els convertidors digital-analògics (D/A), així com els analògic-digitals (A/D).
La majoria dels mètodes generals de l'enginyeria de control es basen en l'ús de models analítics del procés que es vol estudiar, obtinguts de forma teòrica o experimental. A partir d'aquests models es poden usar mètodes científics per a obtenir sistemes de control per a aquests. Aquesta part de l'automàtica té una gran importància, comptant amb els següents mètodes: Identificació i estimació de paràmetres, Control adaptatiu, Vigilància i diagnostico d'errors, Lògica Fuzzy, Algoritmes evolutius, Xarxes neuronals.
Amb aquests mètodes es poden dissenyar sistemes intel·ligents amb reguladors, basats en models que s'autoactualitzen i amb control d'errors, que poden prendre decisions en funció de la informació que obtenen a través dels seus sensors. Els mateixos són també de gran importància en la mecatrònica i són usats en el control digital de robots, màquines eina, motors, cotxes i sistemes pneumàtics i hidràulics.

## Control
L'enginyeria de control és una àrea de l'enginyeria. Se centra en el control dels sistemes dinàmics mitjançant el principi de la realimentació, per aconseguir que les sortides d'aquests s'apropin el més possible a un comportament predefinit. Aquesta branca de l'enginyeria té com a eines els mètodes de la teoria de sistemes matemàtics.
Les bases d'aquesta enginyeria es van assentar a mitjans del segle xx, a partir de la cibernètica. Les seves principals aportacions corresponen a Norbert Wiener, Rudolf Kalman i David G. Luenberger.
L'enginyeria de control és una ciència interdisciplinària relacionada amb molts altres camps, principalment les matemàtiques i la informàtica. Les aplicacions són d'allò més variades: des de tecnologia de fabricació, instrumentació mèdica, subestació elèctrica, enginyeria de processos i robòtica, fins a l'economia i sociologia. Aplicacions típiques són, per exemple, el pilot automàtic d'avions i vaixells, i l'ABS dels automòbils. A la biologia es poden trobar també sistemes de control realimentats, com ara la parla humana, on l'oïda recull la pròpia veu per regular-la.
El control de temperatura en una habitació és un exemple clar i típic d'una aplicació d'enginyeria de control. L'objectiu és mantenir la temperatura d'una habitació en un valor desitjat, encara que l'obertura de portes i finestres i la temperatura a l'exterior facin que la quantitat de calor que perd l'habitació siguin variables (pertorbacions externes). Per assolir l'objectiu, el sistema de calefacció s'ha de modificar per compensar aquestes pertorbacions. Això es fa a través del termòstat, que mesura la temperatura actual i la temperatura desitjada, i modifica la temperatura de l'aigua del sistema de calefacció per reduir la diferència entre les dues temperatures.
L'enginyeria de control moderna es relaciona amb l'enginyeria elèctrica i l'electrònica, ja que els circuits electrònics poden ser modificats fàcilment, usant tècniques de la teoria de control. En moltes universitats, els cursos d'enginyeria de control són dictats generalment per una facultat d'enginyeria elèctrica. Anteriorment a l'electrònica moderna, els dispositius per al control de processos eren dissenyats per l'enginyeria mecànica, en els quals incloïen dispositius com lleves, juntament amb dispositius pneumàtics i hidràulics. Alguns d'aquests dispositius mecànics segueixen sent usats en l'actualitat en combinació amb moderns dispositius electrònics.
El control aplicat en la indústria es coneix com a control de processos. S'ocupa sobretot del control de variables com temperatura, pressió, cabal hidràulic, etc., en un procés químic d'una planta. S'inclou com a part del pla d'estudis de qualsevol programa d'enginyeria química. Empra molts dels principis de l'enginyeria de control. L'enginyeria de control és una àrea molt àmplia i qualsevol enginyeria pot utilitzar els mateixos principis i tècniques que aquesta utilitza.
L'enginyeria de control s'ha diversificat fins al punt que avui s'aplica en camps com la biologia, les finances i, fins i tot, en el comportament humà.
L'estudiant d'enginyeria de control comença el curs amb els anomenats sistemes de control lineal que requereixen l'ús de la matemàtica elemental i la transformada de Laplace (anomenada teoria de control clàssica). En el control lineal, l'estudiant fa l'anàlisi dels sistemes en el domini de la freqüència i del temps, mentre que en els sistemes no lineals i en el control digital cal l'ús de l'àlgebra lineal i de la transformada Z, respectivament. A partir d'aquí, hi ha diverses branques secundàries.

## Sistemes de control
L'enginyeria de control és una disciplina que es focalitza en modelitzar matemàticament una gamma diversa de sistemes dinàmics. El disseny del controlador farà que aquests sistemes es comportin de la manera desitjada, encara que aquests controladors no necessàriament són electrònics i per tant, l'enginyeria de control és sovint un subcamp d'altres enginyeries com la mecànica.
Dispositius com ara circuits elèctrics, processadors digitals i els microcontroladors són molt utilitzats en sistemes de control modern.
L'enginyeria de control té un ampli rang d'aplicació en àrees com els sistemes de vol i de propulsió dels avions d'aerolínies, militars, en la carrera espacial i darrerament, a la indústria automotriu.
L'objectiu del control automàtic és poder manejar amb una o més entrades (o referència), una o més sortides d'una planta o sistema, i per fer-ho, la idea més primitiva és posar entre la referència i la planta un controlador que sigui l'invers de la funció de transferència de la planta, de manera que la funció de transferència de tot el sistema (la planta més el controlador) sigui igual a un; aconseguint d'aquesta manera que la sortida sigui igual a l'entrada. Aquesta primera idea s'anomena control en el llaç obert. Un exemple clàssic de control en llaç obert és una rentadora de roba, ja que aquesta funciona durant un cicle predeterminat sense fer ús de sensors.
Els desavantatges que té el control per llaç obert són: 
- Mai es coneix la planta, al més es pot conèixer un model aproximat, per la qual cosa no es pot aconseguir l'invers perfecte.
- No es pot usar per controlar plantes inestables.
- No compensa pertorbacions en el sistema.
- Si la planta té grau relatiu major que zero, no es pot crear un controlador que la inverteixi, ja que no es pot fer una funció de transferència amb grau menor que zero.
- És impossible invertir perfectament una planta, si aquesta té retards, ja que el seu invers seria un avançament en el temps (s'hauria de tenir la capacitat de predir el futur).

Una idea més avançada, i més àmpliament implementada, és el concepte de feedback o realimentació, en què s'usa el mesurament de la sortida del sistema com una altra entrada d'aquest, de tal manera que es pot dissenyar un controlador que ajusti l'actuació per variar la sortida i portar-la al valor desitjat. Per exemple, el cos humà realitza un control per realimentació per mantenir l'homeòstasi, té sensors per a cada element en el cos i si es detecta una quantitat anormal, el cos té sistemes per compensar (aquests sistemes serien el controlador), que produeixen una actuació (tanca vàlvules, produeix més substància, etc.) fins que els sensors li indiquen al cos que ja es va assolir l'equilibri. Un altre exemple: en un automòbil amb control de creuer, la velocitat és sensació i es retroalimenta contínuament al sistema que ajusta la velocitat del motor mitjançant el subministrament de combustible al mateix; en aquest últim cas la sortida del sistema seria la velocitat del motor, el controlador seria el sistema que decideix quina quantitat de combustible tirar d'acord amb la velocitat, i l'actuació seria la quantitat de combustible subministrat.
Prestacions:
- Pot controlar sistemes inestables
- Pot compensar pertorbacions
- Pot controlar sistemes, fins i tot si aquests tenen errors de modelatge
- L'ús de sensors fa més car (en diners) el control
- S'introdueix el problema del soroll, en fer el mesurament